# Lamos (Sohn des Herakles)
Lamos (altgriechisch Λάμος Lámos, auch Λάμιος Lámios) ist eine Gestalt der griechischen Mythologie.
Wie Apollonios von Aphrodisias in seinem 4. Buch der Karika, einer Geschichte Kariens, bei Stephanos von Byzanz überliefert, war Lamos der Sohn des Herakles und der Omphale. Er vertrieb seinen Halbbruder Bargasos, den Sohn des Herakles mit der Barge und Eponym der Stadt Bargasa.
Nach Lamos wurde die malische Stadt Lamia in Mittelgriechenland benannt. Im Etymologicum magnum wird er Lamios geschrieben.